# Publius Valerius Falto
Pour les articles homonymes, voir Valerius Falto.
Publius Valerius Falto, frère de Quintus Valerius Falto (consul en 239 av. J.-C.), est un chef de guerre et homme politique membre de la famille patricienne des Valerii.
En 238 av. J.-C., il est consul.